# Рудень (Ілфов)
Рудень, Рудені (рум. Rudeni) — село у повіті Ілфов в Румунії. Адміністративно підпорядковане місту Кітіла.
Село розташоване на відстані 10 км на захід від Бухареста, 134 км на південь від Брашова.

## Населення
За даними перепису населення 2002 року у селі проживали 1360 осіб.
Національний склад населення села:
| Національність | Кількість осіб | Відсоток |
| -------------- | -------------- | -------- |
| румуни         | 1291           | 94,9%    |
| цигани         | 69             | 5,1%     |

Рідною мовою назвали:
| Мова      | Кількість осіб | Відсоток |
| --------- | -------------- | -------- |
| румунська | 1299           | 95,5%    |
| циганська | 60             | 4,4%     |